# Nan Madol
Nan Madol és una sèrie de petites illes artificials unides per una xarxa de canals, més coneguda com «La Venècia del Pacífic». És a prop de l'illa de Pohnpei, que forma part dels Estats Federats de Micronèsia, i va ser la capital de la dinastia Saudeleur fins a aproximadament l'any 1500 de la nostra era.
Situat davant de la costa de l'illa de Pohnpei, Nan Madol està integrat per un conjunt de 100 illots creats artificialment amb columnes basàltiques i blocs de corall. Aquests illots tenen vestigis dels palaus, temples, sepultures i morades de pedra que constituïen el centre cerimonial de la dinastia Saudeleur i van ser construïts entre els segles XIII i XVI, en un període de gran auge de la cultura de les societats illenques del Pacífic. La mida colossal d'aquestes construccions, i també la perfecció tècnica i la concentració de les seves estructures megalítiques, són un viu testimoni de la complexitat de les pràctiques religioses i socials dels pobles insulars en aquest període. Aquest lloc ha estat inscrit simultàniament a la Llista del Patrimoni Mundial en Perill a causa de les amenaces que pesen sobre ell, en particular la presència de llots a les vies navegables, que propicia el creixement incontrolat de manglars i fragilitza les construccions.
Nan Madol significa "entre espais" i fa referència als seus canals. El jaciment de Nan Madol va ser declarat Patrimoni de la Humanitat per la UNESCO l'any 2016.

## Història
El Nan Madol va ser la capital cerimonial i política de la dinastia Saudeleur, la qual governava als 25.000 habitants de Pohnpei. Situat a part de l'illa principal de Pohnpei, està habitat aproximadament des del segle I o II dC. Segons l'arqueologia oficial, la construcció de l'illot va començar entre els segles VIII i IX, però la seva arquitectura megalítica probablement no va començar a construir-se fins al segle xii. No obstant existeixen nombroses teories alternatives sobre la construcció.

## Objectiu i característiques
Al centre hi havia una residència especial destinada a la noblesa, i també per a activitats funeràries presidides pels sacerdots. La seva població gairebé segurament no va excedir de mil persones, i fins i tot va poder haver estat menys de la meitat. Encara que molts dels residents fossin caps, la majoria eren gent comuna. El Nan Madol va servir, en part, perquè els governants Saudeleur poguessin organitzar i controlar els seus potencials rivals, requerint-los viure a la ciutat i no a les seves cases, on les seves activitats haguessin estat difícils de supervisar.
Madol Powe, el sector funerari, conté 58 illots a l'àrea nord-est del Nan Madol. La major part dels illots van ser alguna vegada ocupats pels habitatges dels sacerdots. Alguns illots compleixen funcions especials, com a preparació d'aliments a Usennamw, construcció de canoes a Dapahu, i preparació d'oli de coco a Peinering. A Peinkitel, Karian, i Lemenkou hi ha tombes envoltades per parets altes, però el major assoliment és l'illot funerari real de Nandauwas, on hi ha parets d'entre 6 i 8 metres d'altura envoltant un recinte funerari central dins del pati principal.

## Aliments i aigua
A Nan Madol no hi ha aigua dolça ni aliments. Cal anar a l'interior per trobar-los. Pels Saudelaur això no suposava cap problema, ja que atès que eren els caps suprems, la gent els portava tot el que necessitessin. Quan van enderrocar als Saudelaurs i va començar l'era dels Nahnmwarkis, aquests seguien vivint a Nan Madol, però havien d'aconseguir aigua i aliments per ells mateixos, veient-se obligats a abandonar finalment Nan Madol i a tornar a les seves pròpies cases. Un altre possible motiu per a l'abandó del complex va poder ser una forta disminució demogràfica.

## Arqueologia i turisme
Avui Nan Madol forma un complex arqueològic que cobreix més de 18 km², i inclou l'arquitectura megalítica construïda sobre una zona d'escull de coral al llarg del litoral sud-est de l'illa Temwen, diversos altres illots artificials, i a Pohnpei, l'illa principal. El cor del lloc, amb les seves parets de pedra, té una àrea d'aproximadament 1,5 km de llarg per 0,5 km d'ample i conté gairebé 100 illots artificials (formats de pedra i coral) envoltats per canals.
La datació per carboni indica que la construcció de Nan Madol va començar al voltant de l'any 1200. No obstant això, les excavacions mostren que l'àrea va poder haver estat ocupada des del 200 dC. S'han identificat algunes probables pedreres al voltant de l'illa, però l'origen exacte de les pedres de Nan Madol està encara per determinar. Cap de les pedreres proposades existeix a Madolenihmw, la qual cosa fa pensar que les pedres van ser transportades a la seva posició actual. S'ha suggerit que es podrien haver posat a flotació amb basses des de la pedrera, però ningú ha pogut demostrar aquest procediment. Els arqueòlegs encara han de desentranyar el misteri. Alguns habitants actuals de Pohnpei creuen que les pedres van arribar volant a l'illa gràcies a la màgia negra.
Un aspecte intrigant de Nan Madol és la correlació gairebé exacta entre la història transmesa per tradició oral al llarg dels segles, i els vestigis desenterrats en excavacions arqueològiques.
L'any 1985 les ruïnes de Nan Madol van ser declarades com a lloc històric. S'està fent un major esforç per conservar-les. Per arribar-hi és necessari un permís i pagar una petita quantitat de diners, però és bastant fàcil aconseguir una visita al lloc.

## Galeria

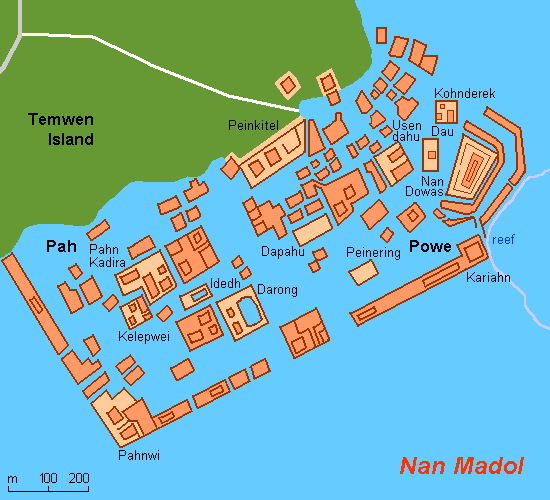
Mapa de Nan Madol
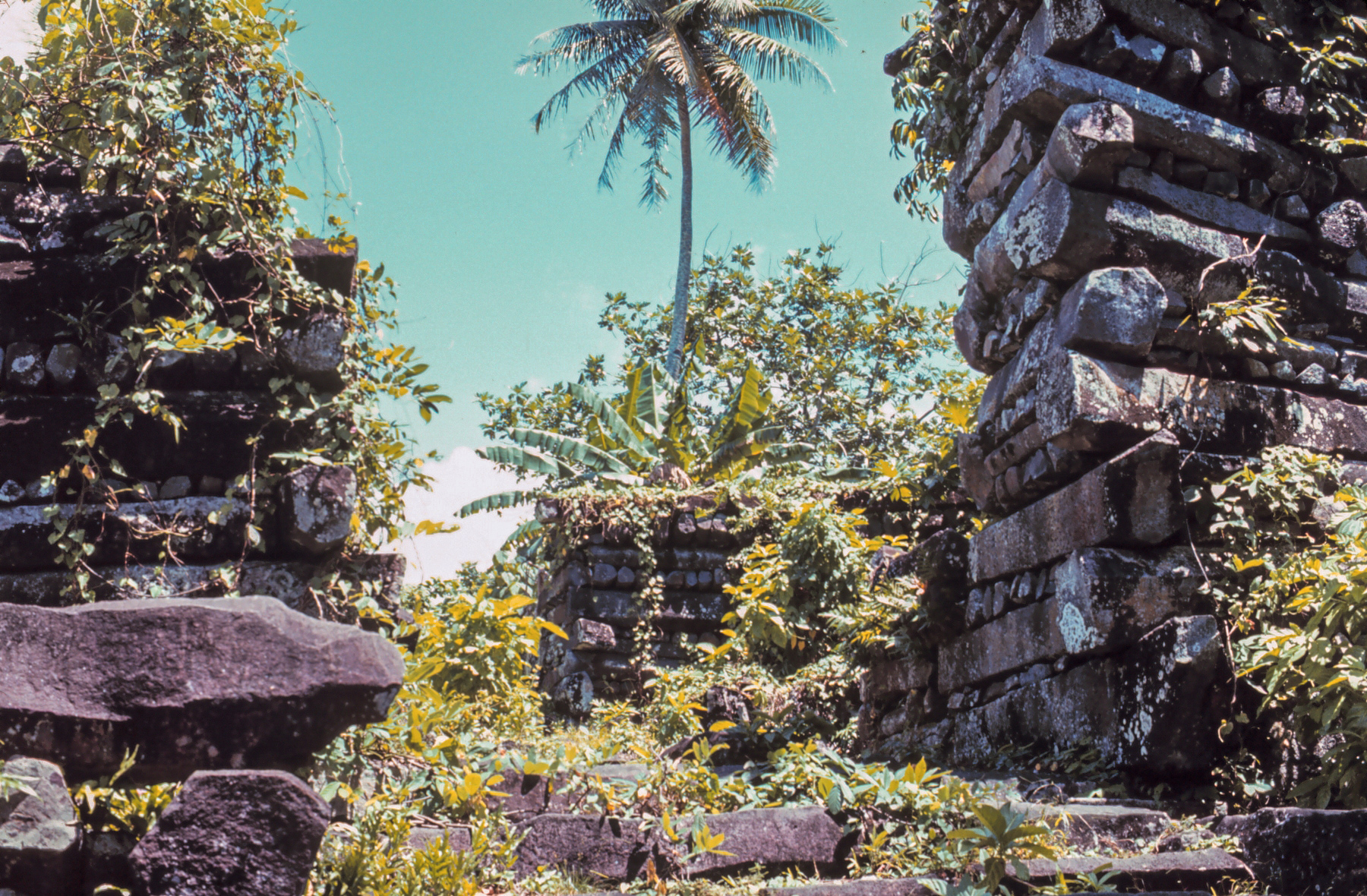
Ruïnes de Nan Madol
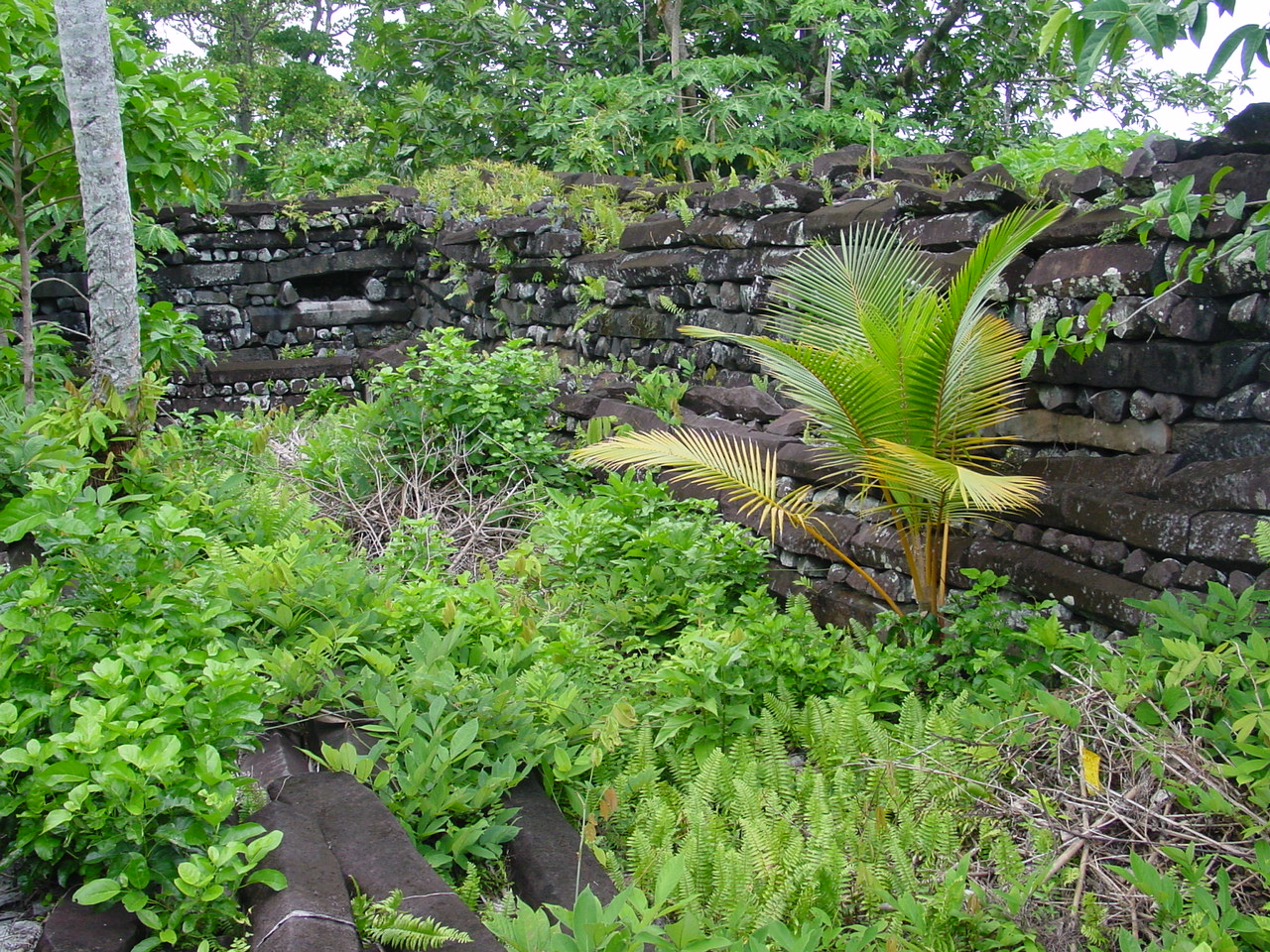
Nan MAdol
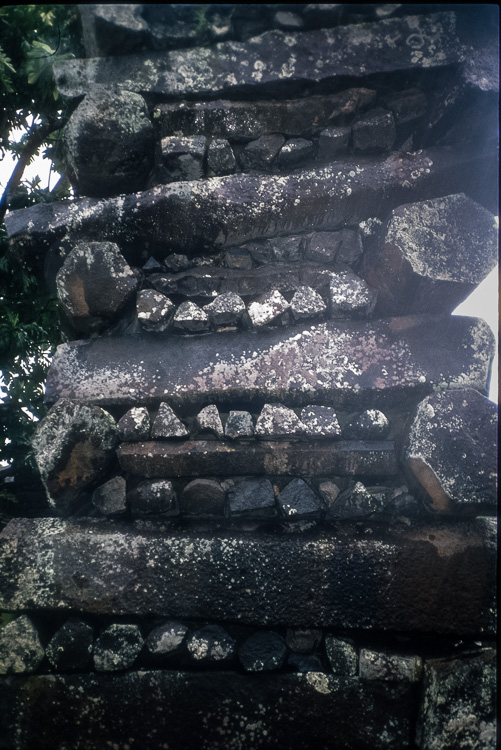
Detall d'una columna de peces de basalt
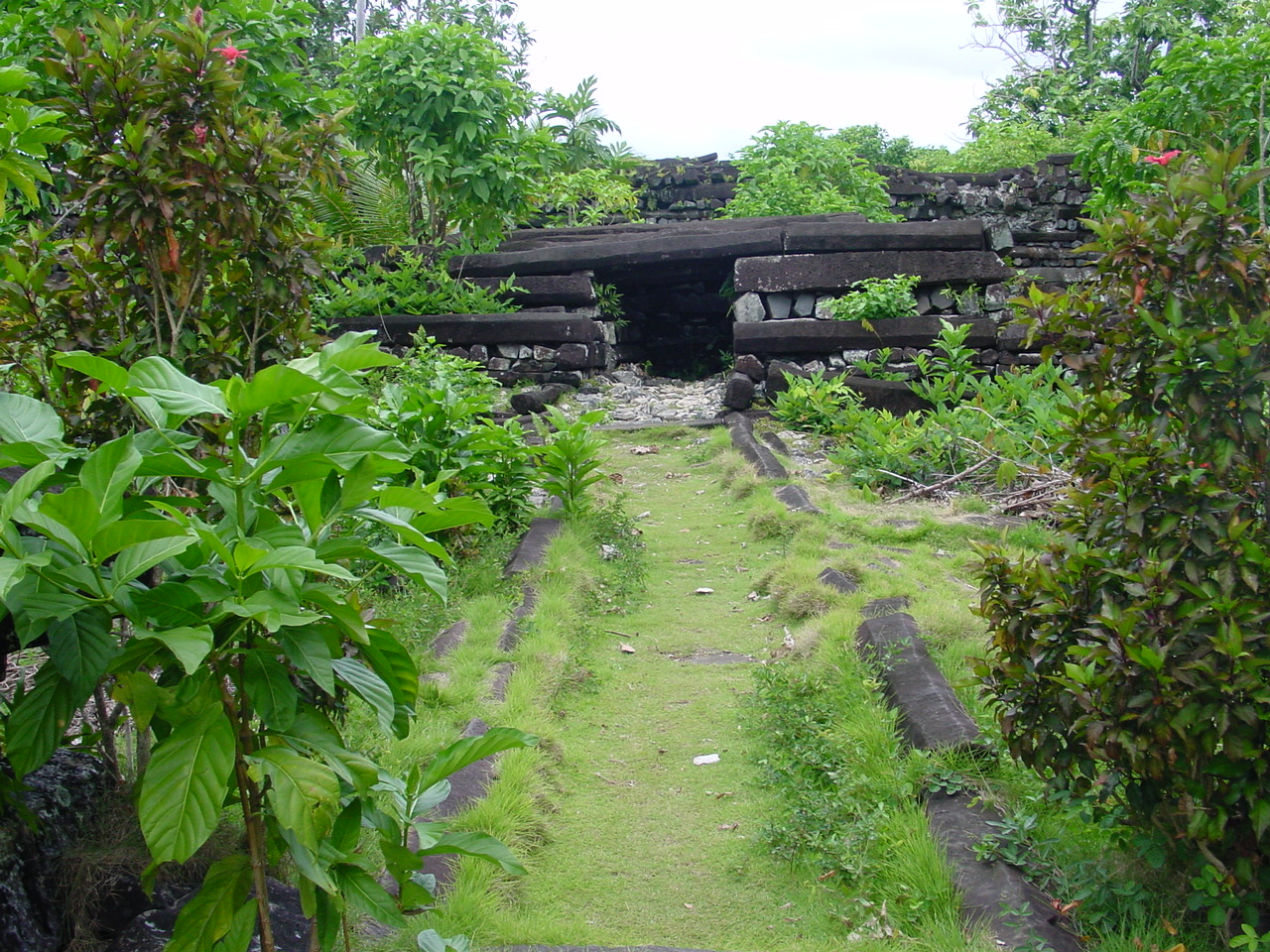
Nan Madol
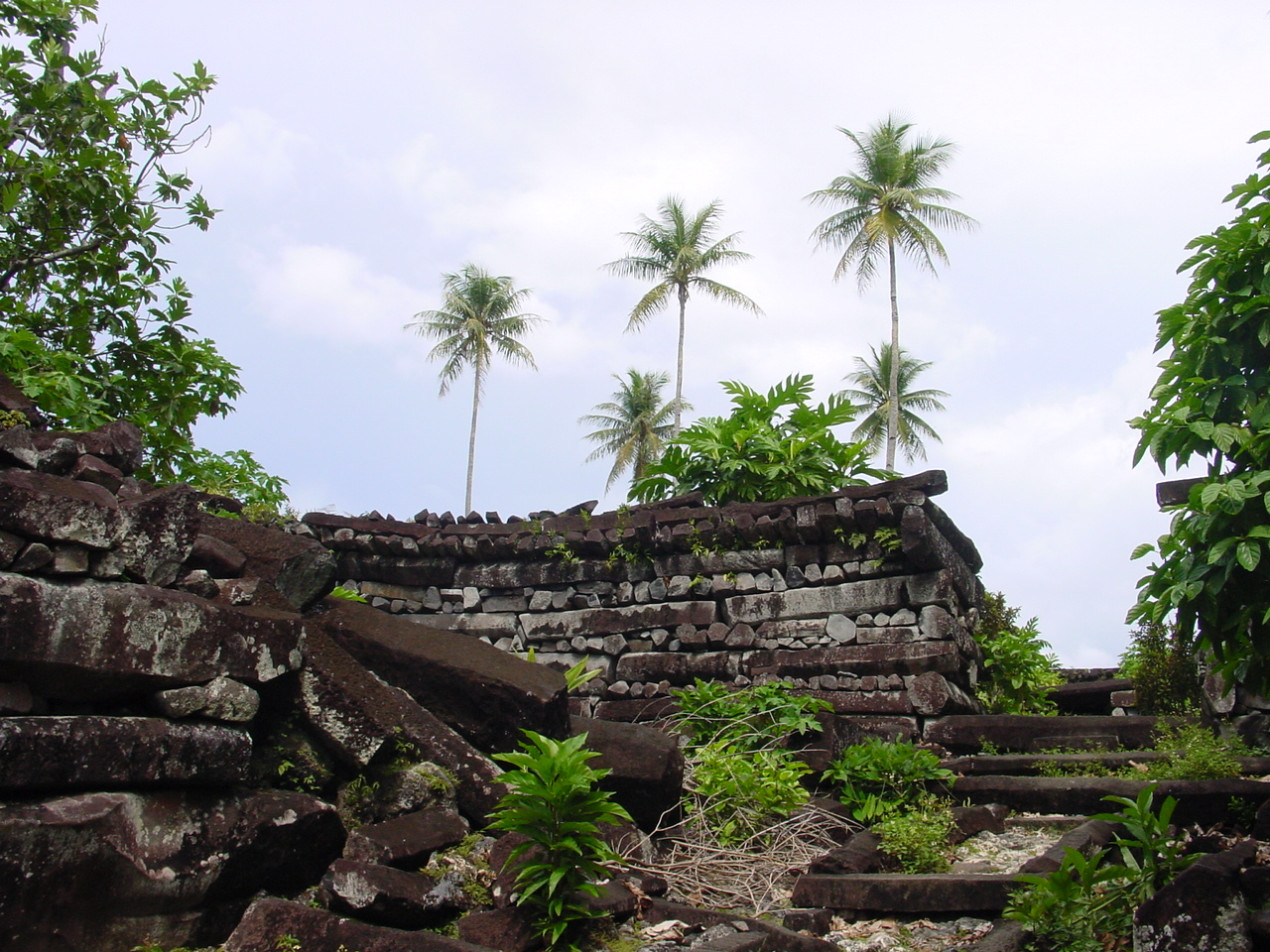
Ruïnes de Nan Madol
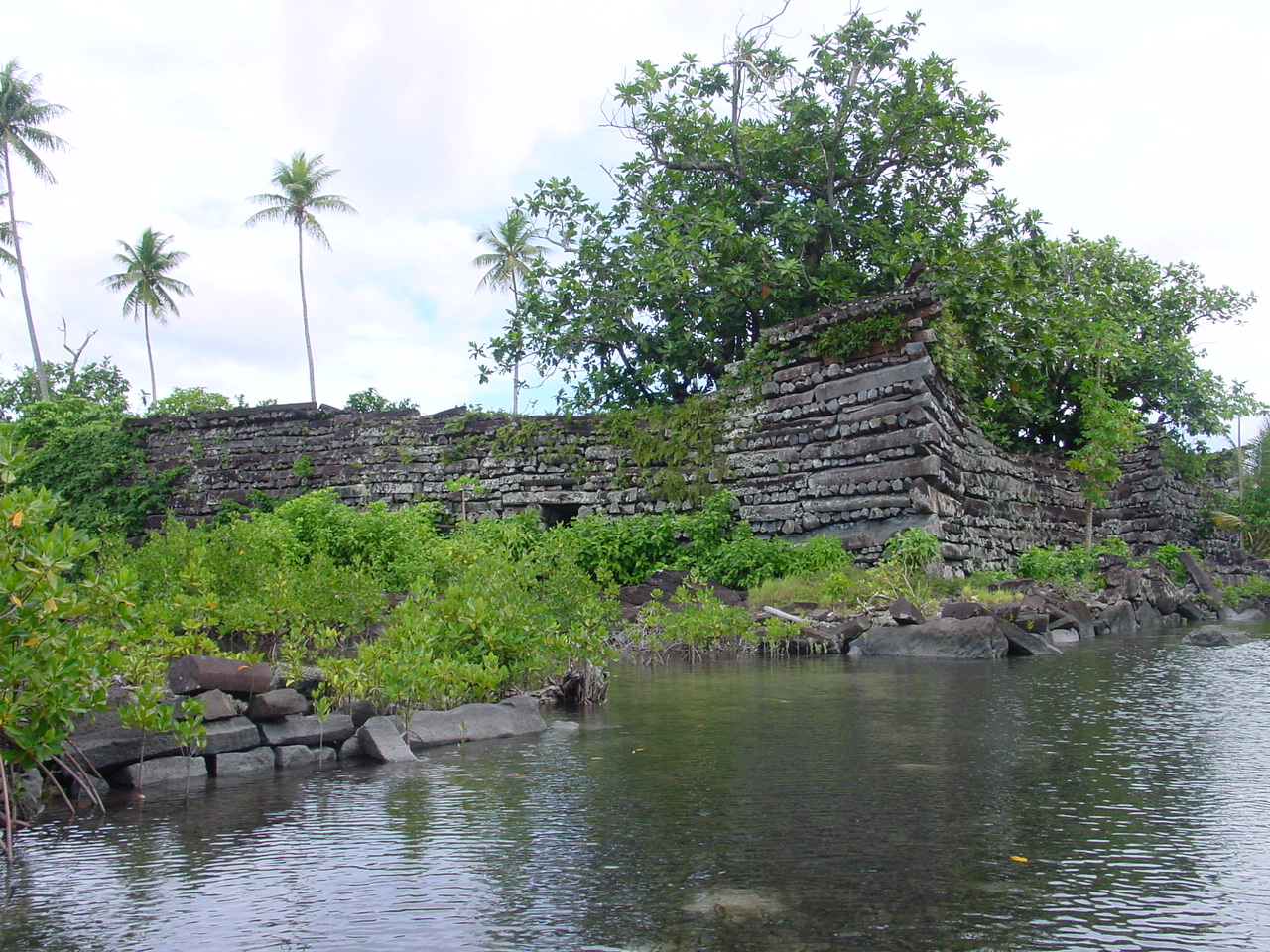
Monuments
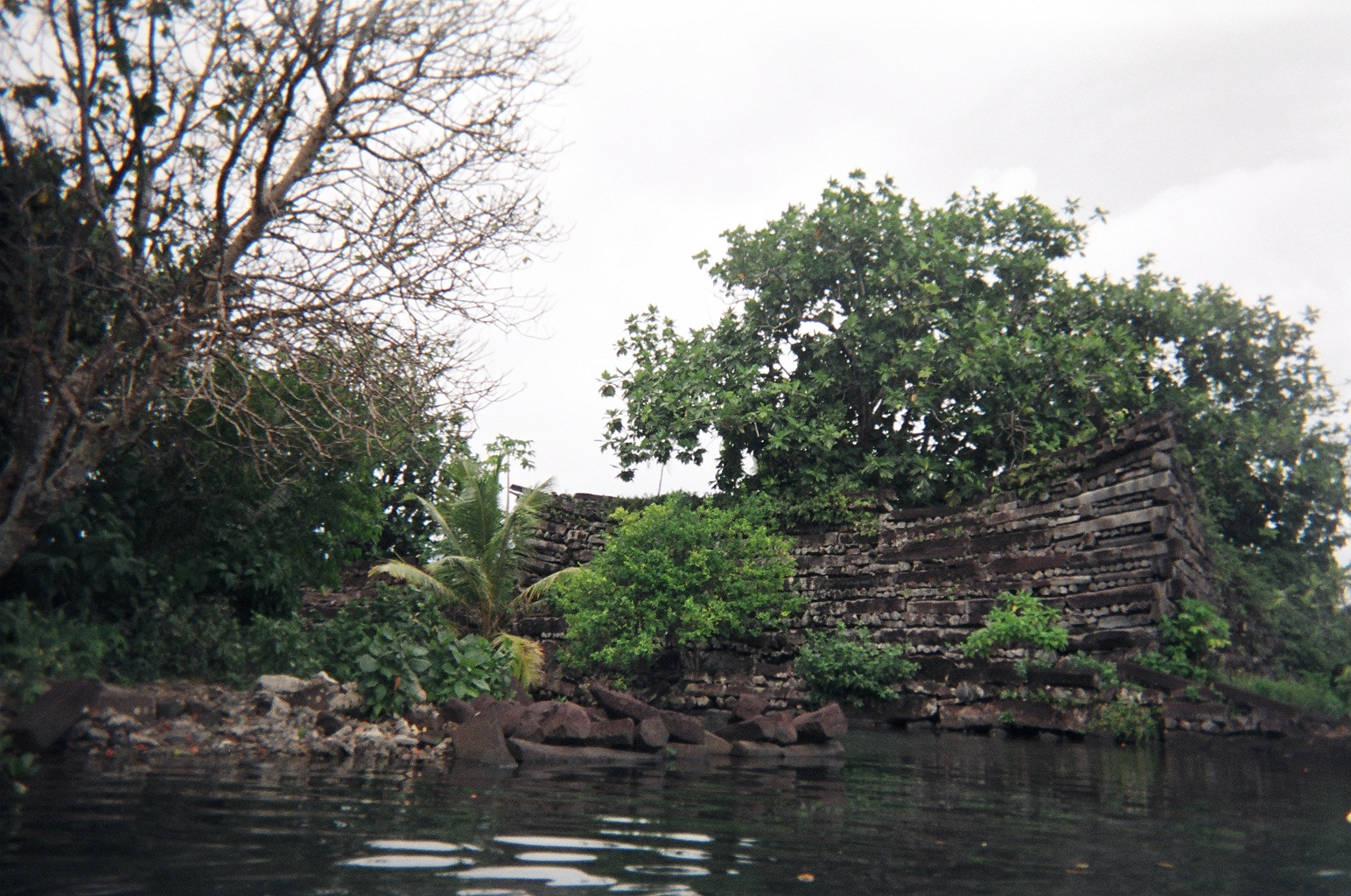
Ruïnes